# Comuna Vîsoke, Berîslav
Vîsoke (în ucraineană Високе) este o comună în raionul Berîslav, regiunea Herson, Ucraina, formată din satele Lvivski Otrubî, Tavriiske și Vîsoke (reședința).

## Demografie
Componența lingvistică a comunei Vîsoke
     Ucraineană (94,13%)
     Rusă (4,83%)
     Alte limbi (0,52%)
Conform recensământului din 2001, majoritatea populației comunei Vîsoke era vorbitoare de ucraineană (94,13%), existând în minoritate și vorbitori de rusă (4,83%).